# IC50

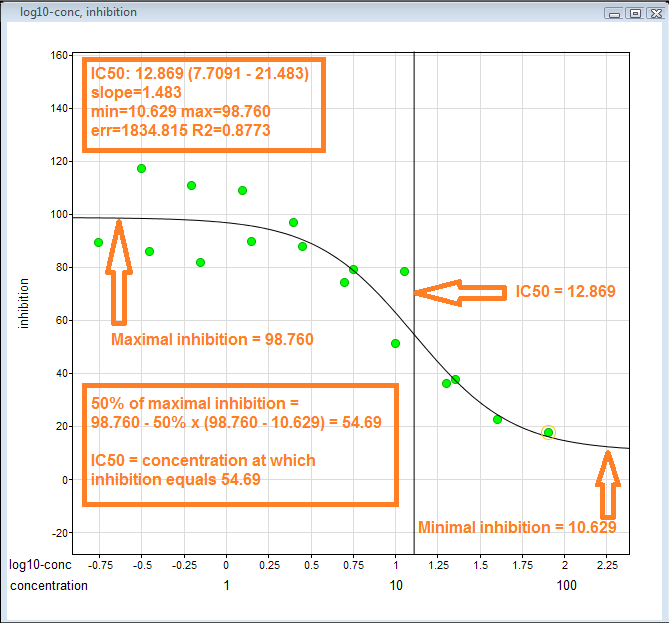
Cálculo de IC_{50} em gráfico visual

A concentração inibitória média (IC50) é a medida da potência de uma substância de inibir uma substância em relação a uma função biológica ou bioquímica específica. A IC50 é uma medida quantitativa que indica o nível de uma substância inibidora (por exemplo, droga) que é suficiente para inibir, in vitro, determinado processo ou componente biológico em 50% da quantidade inicial. O componente biológico avaliado pode ser uma enzima, célula, receptor celular ou microorganismo. Geralmente, os valores da IC50 são expressos em forma de concentração molar.
A IC50 é amplamente utilizada em pesquisas farmacológicas para medir o potencial de um antagonista. A IC50 pode ser comparada a outras medidas de potência, como a EC50, utilizada para medir o potencial agonista de uma droga. A EC50 representa a concentração plasmática ou em forma de dosagem suficiente para induzir 50% do efeito máximo de um fármaco em testes in vivo.
A IC50 também é usada em estudos comportamentais in vivo, como em testes que avaliam o consumo de fluido em duas garrafas. Neles, a medida da IC50 é encontrada quando os animais diminuem o consumo da garrafa de água que contém a droga, ou seja, quando a concentração da droga (ou função biológica) que resulta em uma redução de 50% em seu consumo é considerada a IC50 de consumo de fluidos contendo a droga.